# La pasión (novela)
La Pasión (en inglés, The Passion) es una novela escrita por la escritora posmodernista inglesa Jeanette Winterson y que fue publicada en 1987. La novela retrata a un joven soldado francés en la armada napoleónica durante 1805 y la progresión que le lleva a convertirse en el encargado de su alacena personal. La novela fue galardonada con el premio John Llewellyn Rhys Price. La publicación y ventas de la novela permitieron a Winterson dejar de desempeñar otros oficios y dedicarse a tiempo completo a la escritura. 
Pese al trasfondo histórico de la novela, la autora se toma considerables libertades a la hora de retratar la época, así como son libres sus interpretaciones, convirtiendo la novela en una obra de metaficción histórica. La novela explora temas tales como la pasión vista desde diferentes perspectivas, la construcción del género y la sexualidad, así como otros temas comunes en la literatura de ficción inglesa de las décadas de los 80 y 90 del siglo veinte. Algunas partes de la novela se desarrollan en Venecia, que la autora retrata totalmente ficcionalizada como un ciudad cambiante e imposible de conocer.

## Personajes principales
- Henri es un joven soldado francés que demuestra al principio de la obra una devoción absoluta hacia Napoleón, algo de lo que en la novela se trata como pasión. Con el paso del tiempo en las filas de la armada napoleónica va perdiendo esa admiración hacia su General hasta que deserta. Es entonces cuando conoce a Villanelle, de la que se enamora, trasladando su desmedida pasión hacia ella.
- Villanelle es una joven veneciana, vivandière durante las guerras napoleónicas, que huye de su marido, un exmilitar francés. Durante su huida encuentra a Henri y un compañero con el que está escapando del campamento militar, y con quienes emprende la odisea de volver a Venecia, en busca de su familia y la mujer que le ha robado el corazón.

- Datos: Q25183747